# کاخ میرافلورس
کاخ میرافلورس (به اسپانیایی: Palacio de Miraflores) اقامتگاه رسمی رئیس‌جمهور ونزوئلا است. این کاخ در خیابان اوردانتا، در کاراکاس واقع شده‌است.

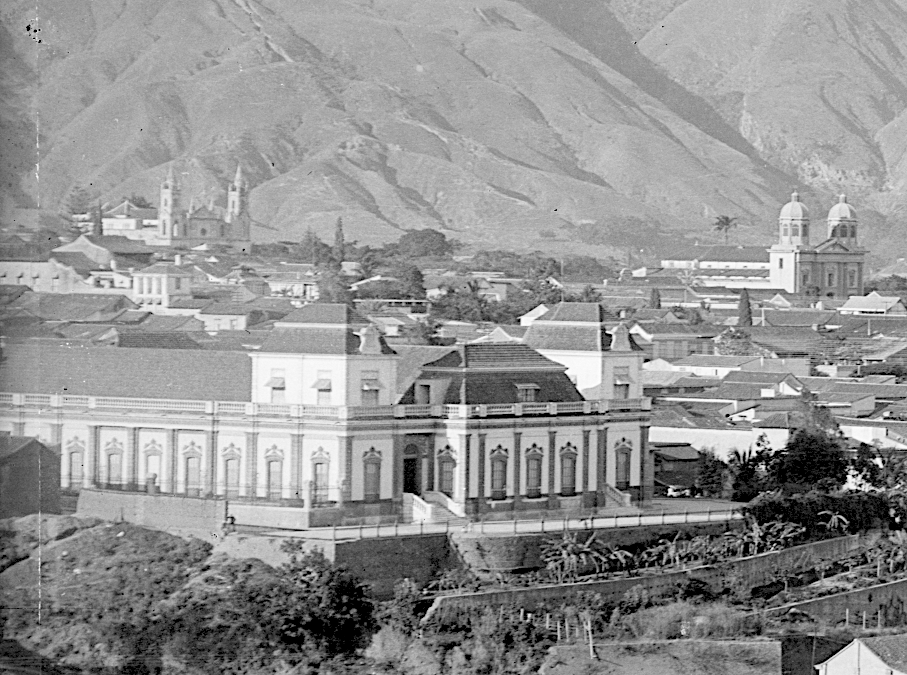
کاخ میرافلورس اندکی پس از ساخت، در حدود سال ۱۹۰۰.

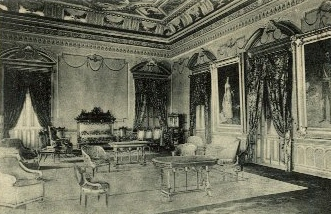
فضای داخلی کاخ در اوایل سده بیستم میلادی

ساخت‌وساز این ساختمان در ۲۷ آوریل ۱۸۸۴، تحت مدیریت جوزپه اورسی، به‌عنوان محل اقامت خانواده خواکین کرسپو، آغاز شد. در سال ۱۹۱۱، کاخ میرافلورس به اقامتگاه و دفتر رسمی ریاست جمهوری ونزوئلا تبدیل شد.

## آرشیو تاریخی میرافلورس

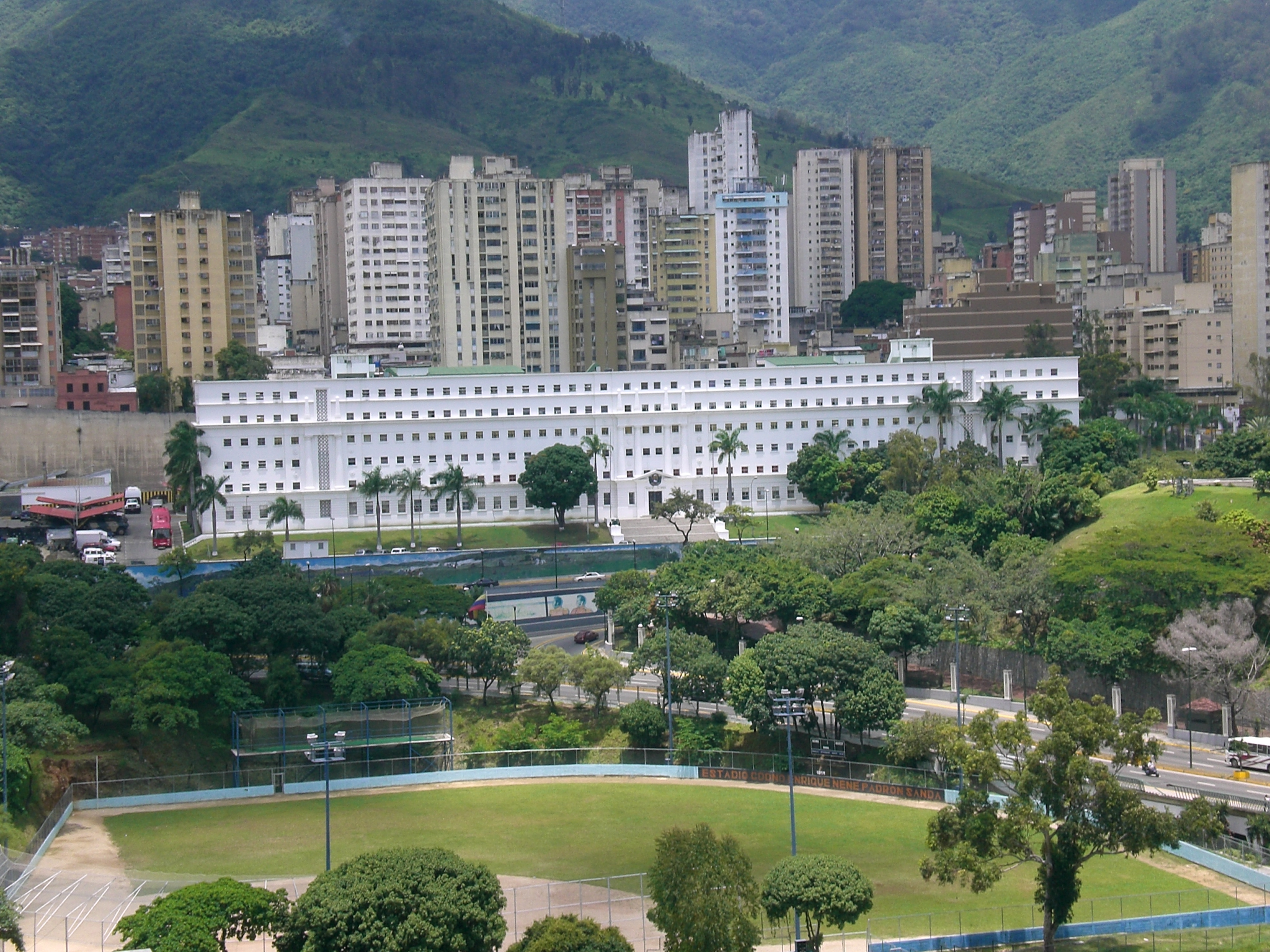
پادگان فرناندو رودریگز دل‌تورو، ساختمان گارد ریاست جمهوری ونزوئلا را در خود جای داده‌است. آرشیو تاریخی میرافلورس شامل اسنادی است که در زیرزمین ساختمان گارد ریاست جمهوری قرار داده شده‌اند.

آرشیو تاریخی میرافلورس با حجمی از اسناد نزدیک به ۱۵ میلیون صفحه، مأموریت دارد تا پرونده‌های رؤسای جمهور ونزوئلا را حفظ کند. این فرایند در سال ۱۹۵۹، آغاز شد.